# Emma Nilsson
Emma Nilsson (ur. 18 listopada 1993 w Gräsmark) – szwedzka biathlonistka.
Po raz pierwszy na arenie międzynarodowej pojawiła się w 2012 roku, kiedy wystąpiła na mistrzostwach świata juniorów w Kontiolahti. Zajęła tam między innymi 15. miejsce w biegu sztafetowym.
W Pucharze Świata zadebiutowała 4 grudnia 2014 roku w Östersund, zajmując 55. miejsce w biegu indywidualnym. Pierwsze pucharowe punkty zdobyła 16 stycznia 2015 roku w Ruhpolding, gdzie w sprincie zajęła 38. miejsce.

## Osiągnięcia

### Mistrzostwa świata
| Rok  | Miejscowość | Konkurencje | Konkurencje | Konkurencje | Konkurencje | Konkurencje | Konkurencje | Konkurencje |
| Rok  | Miejscowość | IN          | SP          | PU          | MS          | RL          | MR          | SR          |
| ---- | ----------- | ----------- | ----------- | ----------- | ----------- | ----------- | ----------- | ----------- |
| 2015 | Kontiolahti | 71.         | 83.         | nd.         | nd.         | 8.          | nd.         | nd.         |
| 2016 | Oslo        | 56.         | nd.         | nd.         | nd.         | nd.         | nd.         | nd.         |
| 2017 | Hochfilzen  | 67.         | nd.         | nd.         | nd.         | 6.          | nd.         | nd.         |
| 2019 | Östersund   | 22.         | nd.         | nd.         | nd.         | nd.         | nd.         | –           |

### Mistrzostwa świata juniorów
| Rok  | Miejscowość  | Konkurencje | Konkurencje | Konkurencje | Konkurencje | Konkurencje | Konkurencje | Konkurencje |
| Rok  | Miejscowość  | IN          | SP          | PU          | MS          | RL          | MR          | SR          |
| ---- | ------------ | ----------- | ----------- | ----------- | ----------- | ----------- | ----------- | ----------- |
| 2012 | Kontiolahti  | nd.         | nd.         | nd.         | nd.         | 15.         | nd.         | nd.         |
| 2013 | Obertilliach | 52.         | 52.         | DNS         | nd.         | nd.         | nd.         | nd.         |
| 2014 | Presque Isle | 18.         | 30.         | 29.         | nd.         | nd.         | nd.         | nd.         |

### Mistrzostwa Europy
| Rok  | Miejscowość | Konkurencje | Konkurencje | Konkurencje | Konkurencje | Konkurencje | Konkurencje | Konkurencje |
| Rok  | Miejscowość | IN          | SP          | PU          | MS          | RL          | MR          | SR          |
| ---- | ----------- | ----------- | ----------- | ----------- | ----------- | ----------- | ----------- | ----------- |
| 2018 | Ridnaun     | 9.          | 45.         | 33.         | nd.         | nd.         | 6.          | nd.         |

### Puchar Świata

#### Miejsca w klasyfikacji generalnej
| Sezon     | Miejsce           |
| --------- | ----------------- |
| 2014/2015 | 93.               |
| 2015/2016 | -                 |
| 2016/2017 | 60.               |
| 2017/2018 | 62.               |
| 2018/2019 | 58.               |
| 2019/2020 | 93.               |
| 2020/2021 | niesklasyfikowana |
| 2021/2022 | 86.               |

#### Miejsca na podium w zawodach drużynowych PŚ
| Lp. | Dzień      | Rok  | Miejscowość | Konkurencja       | Lokata | Pudła | Czas biegu  | Strata  | Zwycięzca |
| --- | ---------- | ---- | ----------- | ----------------- | ------ | ----- | ----------- | ------- | --------- |
| 1.  | 16 grudnia | 2018 | Hochfilzen  | Sztafeta 4 × 6 km | 2.     | 0+8   | 1:11:07,3 h | + 8,4 s | Włochy    |